# 岸建太朗
岸 建太朗（きし けんたろう、1973年3月1日 - ）は、東京都出身の俳優、映画監督、撮影監督、脚本家、演出家。身長175cm。体重78kg。血液型B型。M3&Co.所属。合同会社 K-zone .代表。

## 略歴
1973年、東京都生まれ。劇作家で演出家・作家の宮沢章夫に師事し、俳優として演劇やドラマ、映画などに出演する傍ら、2003年より映像製作を開始。2010年、脚本、撮影、監督を務めた『未来の記録（2010）』が、TAMANEW WAVE で最優秀作品賞を受賞、SKIPシティ国際Dシネマ映画祭、トリノ国際映画祭、Denver Film Festivalなどで上映された。同じく脚本、撮影、監督を務めた短編『Hammock（2020）』が、大阪アジアン映画祭で芳泉短編賞を受賞。撮影監督と主演を兼任した「種をまく人」では主演男優賞（ロサンゼルスアジアンパシフィック映画際）を獲得している。また近年では、映画やドラマ、ドキュメンタリーなどの撮影監督、脚本も手がけており、ミャンマー、イスラエル・パレスチナ、ベトナム、ネパール、イタリア、アメリカ、カンボジアなど、海外での撮影経験も豊富である。
2018年、登山家・栗城史多のドキュメンタリー映画の撮影を行うためにエベレスト・ベースキャンプに二ヶ月滞在した。その後栗城史多が遭難したことにより撮影は中止となったが、翌年監督の松本優作と再びエベレストに登り、栗木追悼のために短編映画『Bagmati River』の撮影を行ない、翌年完成した。
主な脚本・撮影作品として『Winny』（脚本 / 撮影）、『海辺の彼女たち』（撮影監督）、『探偵マリコの生涯で一番悲惨な日』（撮影監督）などがある。

## 主な作品

### 出演

#### 映画
- たばこ屋とくものむこうがわ（2002年）
- 太郎（2002年）
- 恋する幼虫（2004年）※演出応援も担当
- 赤線（2004年）
- be found dead（2004年）
- 恋の門（2004年）
- おいら女蛮（2006年）
- パビリオン山椒魚（2006年）
- キャプテントキオ（2007年）
- カインの末裔（2007年）- 田村 役
- 片腕マシンガール（2008年）- 藤井ヨウスケ 役
- 東京残酷警察（2008年）- 甲賀の日本刀CM男 役
- USB（2009年）- 南部 役
- 青春H Making of Love（2010年）
- 飯と乙女（2011年） - 小日向武史 役
- アベックパンチ（2011年）- カジキ 役
- 富江 アンリミテッド（2011年）
- ヘルドライバー（2011年）- ヤスシ 役
- 電人ザボーガー（2011年） - 松江刑事 役
- ヘルタースケルター（2012年）
- 黄金を抱いて翔べ（2012年）
- 桜、ふたたびの加奈子（2013年）
- ヌイグルマーZ（2014年） - 居酒屋の店員 役
- ライヴ（2014年）
- 解放区(2014年、撮影監督兼任)
- 種をまく人（2016年） - 光雄 役[4]
- Mr.Long/ミスター・ロン（2017年）
- Noise ノイズ（2018年） - 美沙の父 役　※撮影監督も担当
- ミッドナイトスワン（2020年）

#### テレビドラマ
- 恋、した。（1997年）
- 白い影 -Love and Life in the White- 第1話（2001年）
- さば（2008年）
- 古代少女ドグちゃん 第8話（2009年）
- 古代少女隊ドグーンV 第4話（2010年） - 司会者 役
- 恋チョコ（2011年）
- TAROの塔 第3話（2011年）
- 美男ですね 第2話（2011年）
- QP 第1話（2011年）
- ウルトラゾーン
  - 第7話（2011年） - 強盗 役
  - 第18話（2012年） - アイスキャンディ売り 役
- ヒトリシズカ 第3・4話（2012年） - 本村竜二 役
- ネオ・ウルトラQ 第1話（2013年） - 労務者風の男 役
- 夢を与える 第3話（2015年） - クリエイティブディレクター 役
- 季節のない街 第1話・10話（2022年） -　カメラマン役

#### オリジナルビデオ
- 相撲部新人マネージャー（2004年）

#### 舞台
- ラフカット97・サンライズサンセット （1997年）
- 絶対王様（1998年）
- 遊園地再生事業団・おはようとその他の伝言（1998年）演出助手兼任
- フラクタル・スナック寒月（1998年）
- グリング・昨日・今日・明日（1999年）
- フラクタル・馬鹿が背広でやってくる（2000年）
- 遊園地再生事業団・月の教室（2001年）演出助手
- ミノタケプラン・中沢の沢は難しい方の澤（2002年）
- 大人計画・ニンゲン御破産（2003年）
- 黒蜜・何を着ればいいのだ私は（2003年）作・演出兼任
- 東京タンバリン・水の庭（2004年）
- 劇団はえぎわ・フラッシュアーアー恋せよ乙女（2004年）劇中映像兼任
- 遊園地再生事業団・トーキョー/不在 /ハムレット（2004-2005年）劇中映像兼任
- ラドママ・モデラート・カンタービレ（2006）劇中映像
- グリング・Get Back!（2007）劇中映像
- ラドママ・サミュエル・ベケット・しあわせな日々（2007）劇中映像
- 遊園地再生事業団・ニュータウン入り口（2007年）（劇中映像監督・於パレスチナ：イスラエル）
- ラドママ・アリスマテリアル（2008年）劇中映像
- 劇団はえぎわ・寿、命。ぴよ。（2009年）劇中映像
- 黒猫（2009年）
- ラドママ・メディア（2009年）劇中映像
- キミドリ（2010年）

#### CM・MV
- ショウワノート（2005年）
- ダイワハウス（2011年）
- 砂の塔 (THE YELLOW MONKEYの曲) / 砂の塔（2017年）

#### Web
- はらぺこヤマガミくん（2011年） - 冬将軍 役

### 映画
- カツどん（2003年）※脚本、撮影、編集も兼任
- 雨降しの宿から（2004年）※脚本、撮影、編集も兼任
- 最後の人間（2004年）※脚本、撮影、編集も兼任
- 朝に見た夢見た朝に（2005年）※脚本、撮影、編集も兼任
- Immigration（2007年）※撮影、編集も兼任
- さよならの請求書（2007年）※脚本、撮影、編集も兼任
- 未来の記録（2011年）※脚本、撮影、編集も兼任
- A mother in tears takes a child on her lap （2018年）※撮影、編集も兼任
- Hammock（2019年）※脚本、撮影、編集も兼任
- 命の満ち欠け（2022年）※撮影、編集も兼任

### その他
- 鴉 -KARAS- (メイキング)-監督（構成・撮影も兼任）
- AMANO (PV）-監督（コンテ・撮影・編集も兼任）
- Honda /FREED (WEBCM)-監督（脚本・撮影も兼任）
- SBI/ペット保険 (TVCM) -監督（脚本・撮影も兼任）

### インスタレーション
- 金沢21世紀美術館/祈りの音を聴く/撮影・構成・演出・出演

### 映画・ドラマ・ドキュメンタリー
- わたしたちに許された特別な時間の終わり（2014年） - フィクションパート撮影
- 僕の帰る場所（2018年） -撮影監督
- Noise ノイズ（2018年） - 撮影監督
- 情熱大陸（2018年） クリエイター山勢拓弥--撮影・録音
- 種をまく人（2019年） -出演・編集・VFX・撮影監督
- candle for minority（2019年） -撮影監督
- 解放区（2019年） -出演・撮影監督
- 日本製造（2019年） -撮影監督
- 海辺の彼女たち（2021年） -撮影監督
- 鈴木さん（2021年） -撮影監督
- れいわ一揆（2021年） -撮影
- Bagmati River（2021年） -脚本・撮影監督
- Winny（2023年） -脚本・撮影
- 探偵マリコの生涯で一番悲惨な日（2023年） -撮影
- 愛のゆくえ（2024年） -撮影監督・編集協力

### ドラマ
- 乃木坂シネマズ〜STORY of 46〜・perfect I（2021年） -脚本・撮影
- 神様のえこひいき（2021年） -撮影
- ああ、ラブホテル（2022年） -撮影
- 透明な私たち（2024年） -撮影

### CM・MV
- 三井住友カード (CM）撮影監督
- NTTドコモ （センシングCM）撮影監督
- しなの椰惠 　嫌い嫌い大嫌い(MV）撮影
- しなの椰惠 葬いの詩(MV）撮影
- しなの椰惠 舌を噛んで死ねるほどには、(MV）撮影
- しなの椰惠 斜陽の恋(MV）撮影
- しなの椰惠 世界よどうかこのままでいて(MV）撮影
- フレンズ (バンド) (いいんじゃない/MV）撮影
- フレンズ (バンド) (約束/MV）撮影
- フレンズ (バンド) (8月31日のゆくえ/MV）撮影
- フルハウス (MV）撮影監督
- AKB48 (ラララ丼） 撮監督
- 夢で逢えたら (大瀧詠一の曲) (大瀧詠一/MV) 撮影監督
- colorful/吉田羊 MV）撮影監督
- SBI (ペット保険・TVCM) 監督・撮影・構成
- はなさく生命（WEBCM）撮影
- Hey! Say! JUMP　(君がみた一等星/MV）
- DMMほけん (TVCM)撮影
- Honda　FREEDキャンプ編(WEBCM)-撮影・監督・構成
- Honda　FREEDいつでもどこでも編(WEBCM)-撮影・監督・構成
- Honda　FREEDガレージ編(WEBCM)-撮影・監督・構成
- LIL LEAGUE（The Wark）（2024年） -撮影監督